# Veinticinco de Diciembre
Veinticinco de Diciembre, scritto talvolta nella forma 25 de Diciembre, è un centro abitato del Paraguay, situato nel dipartimento di San Pedro; la località forma uno dei 19 distretti del dipartimento.

## Popolazione
Al censimento del 2002 Veinticinco de Diciembre contava una popolazione urbana di 681 abitanti (9.147 nell'intero distretto).

## Caratteristiche
Fondato dalla legge n° 396 del 1973, il distretto ha come principali attività economiche l'agricoltura e l'allevamento.